# Rohrbrücke Mannswörth

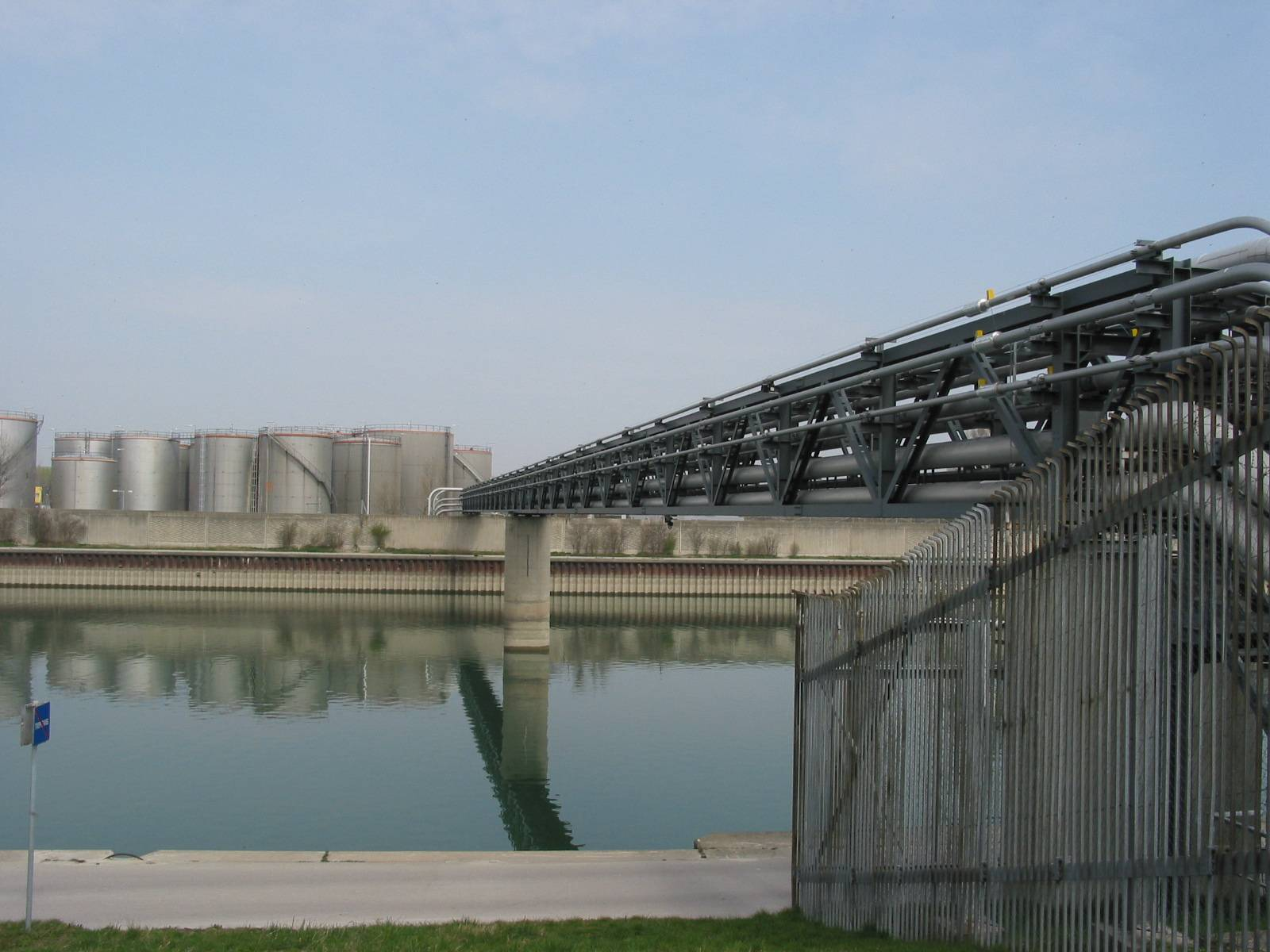
Die Brücke über die Neue Donau

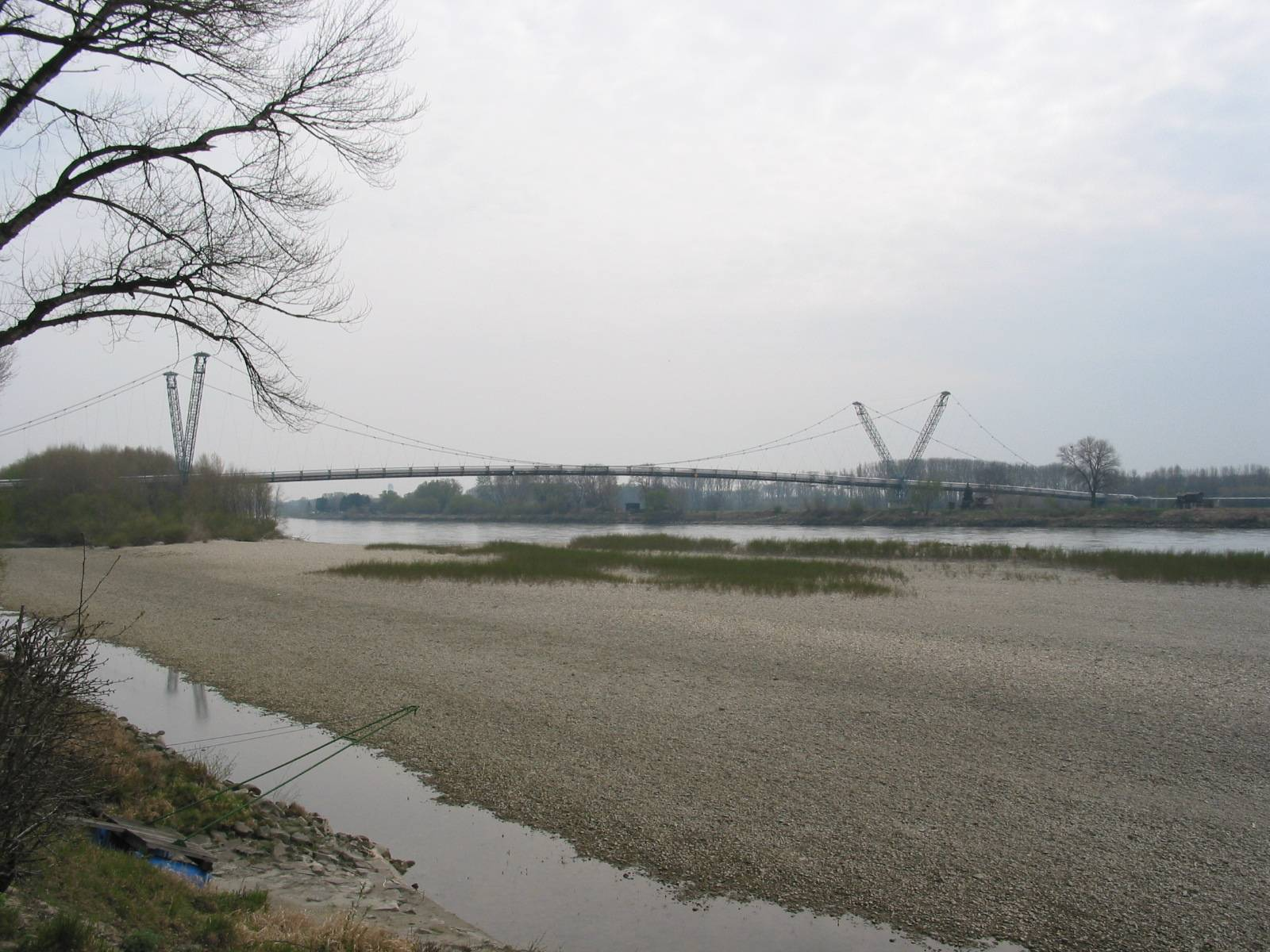
Die Rohrbrücke von der Donauinsel aus gesehen

Die Rohrbrücke Mannswörth ist eine Rohrbrücke für diverse Produkte und überquert die Donau zwischen Mannswörth und dem Ölhafen Lobau im 22. Wiener Gemeindebezirk. Die Leitungen werden in einer Fachwerkbrücke über die Neue Donau direkt zum Zentraltanklager der OMV in der Lobau geführt. 

## Geschichte
Die Brücke wurde von 1959 bis 1961 von der Firma Waagner Biro errichtet. Dabei handelt es sich um eine Hängebrücke, die nach dem gleichen System wie die etwas weiter südöstlicher gelegenen Barbarabrücke gebaut wurde. Allerdings führt die Rohrbrücke Mannswörth zwanzig verschiedene Leitungen über die Donau, davon eine Erdgasleitung und neunzehn Leitungen für verschiedene flüssige Erdölprodukte und auch Rohöl. Dadurch ist die Brücke – obwohl mit 490 Metern um sechzehn Meter kürzer als die Barbarabrücke, mit 378 Tonnen wesentlich schwerer als diese (240 Tonnen). Die Spannweite der Brücke beträgt 260 Meter. 1981 wurde die Brücke um einen Düker unter der Donau ergänzt, der weitere zehn Leitungen enthält.
Nach Errichtung der Donauinsel musste die Brücke durch eine weitere Brücke über die Neue Donau ergänzt werden. Dabei handelt es sich um eine gewöhnliche Fachwerkbrücke, wie sie für solche Rohrleitungen üblich ist. Da die Rohrleitungen schon in der Raffinerie Schwechat beginnen, gibt es noch eine weitere Rohrbrücke über die links liegende Schwechat.